# Diga di Demirköprü
La diga di Demirköprü è una diga della Turchia che si trova nella provincia di Manisa.

## Fonti
- (EN) Sito dell'agenzia turca delle opere idrauliche, su www2.dsi.gov.tr. URL consultato l'8 agosto 2011 (archiviato dall'url originale il 20 agosto 2008).